# Joshua Vargas
Joshua Alexander Vargas Drummond (Puerto Cortés, Departamento de Cortés, Honduras; 29 de noviembre de 1994) es un futbolista hondureño. Juega como volante y actualmente milita en el Honduras Progreso de la Liga Nacional de Honduras.

## Trayectoria

### Platense
Debutó con el Platense Fútbol Club el 14 de agosto de 2013, en un partido frente al Club Deportivo Marathón que finalizó con empate a cero goles. En aquel partido ingresó de titular, pero debido a la obtención de una tarjeta amarilla, Hernán García Martínez decidió reemplazarlo al minuto setenta y cinco del juego. Anotó su primer gol con Platense el 18 de febrero de 2015, también ante Marathón, en un partido disputado en el Estadio Francisco Morazán que terminó con un empate 1-1.

## Clubes
| Club              | País      | Año         | Partidos | Goles |
| ----------------- | --------- | ----------- | -------- | ----- |
| Platense          | Honduras  | 2013 - 2015 | 35       | 1     |
| Marathón          | Honduras  | 2016 - 2019 | 70       | 4     |
| Lobos UPNFM       | Honduras  | 2019        | 8        | 0     |
| Platense          | Honduras  | 2020        | 10       | 1     |
| Deportivo Achuapa | Guatemala | 2021        | 14       | 0     |
| Platense          | Honduras  | 2021        | 1        | 0     |
| Honduras Progreso | Honduras  | 2022 -      | 9        | 0     |

## Palmarés

### Campeonatos nacionales
| Título                    | Club     | País     | Año  |
| ------------------------- | -------- | -------- | ---- |
| Copa de Honduras          | Marathón | Honduras | 2017 |
| Liga Nacional de Honduras | Marathón | Honduras | 2018 |